# Hans Buchner
Hans Ernst August Buchner (ur. 16 grudnia 1850 w Monachium, Bawaria, zm. 5 kwietnia 1902 tamże), bakteriolog niemiecki.

## Życiorys
Studiował medycynę w Monachium i Lipsku, uzyskując tytuł doktora medycyny na Uniwersytecie w Lipsku w 1874 roku. Następnie służył jako lekarz w armii bawarskiej. W 1880 uzyskał habilitację i został wykładowcą na Uniwersytecie w Monachium, gdzie w 1894 roku zastąpił Maxa von Pettenkofera na stanowisku profesora i dyrektora instytutu higieny. W wyniku wnikliwych badań immunologicznych (1886-1890) odkrył powstające we krwi naturalne środki bakteriobójcze, znane obecnie jako gammaglobuliny. Opracował również metody badania bakterii beztlenowych. 
Był starszym bratem Eduarda Buchnera, laureata Nagrody Nobla w dziedzinie chemii.